# Raszyd Kurbanow
Raszyd Magomiedowicz Kurbanow (ur. 16 lutego 1987) – rosyjski i uzbecki zapaśnik, startujący w kategorii do 74 kg w stylu wolnym. Na początku kariery (do 2010 roku) reprezentował Rosję.
Największym sukcesem zawodnikiem jest brązowy medal mistrzostw świata w Budapeszcie w 2013 roku. Dwukrotny mistrz Azji. Zwycięzca igrzysk azjatyckich w 2014; siódmy w 2018 i jedenasty w 2010. Dziesiąty w indywidualnym Pucharze Świata w 2020. Piąty w Pucharze Świata w 2011. Mistrz Europy juniorów w 2007 roku.